# 다대포 해넘이축제
다대포 해넘이축제는 부산광역시 사하구에서 개최되는 새해맞이 축전이다.